# 白曉燕文教基金會
財團法人白曉燕文教基金會（英語：Pai Hsieh yen Cultural Educational Foundation）是台灣藝人白冰冰在其女兒白曉燕遭綁架撕票後所設立的基金會，成立目的包括社會安全、道德教育、綁架處理、督促法律制定等。該會同時也是一個反對廢除死刑的組織。

## 外部連結
- 白曉燕文教基金會 （页面存档备份，存于）